# Hình khối lục diện
| Hình khối lục diện | Hình khối lục diện         |
| ------------------ | -------------------------- |
| Hình khối lục diện |                            |
| Kiểu               | Hình lăng trụ Plesiohedron |
| Mặt                | 6 hình bình hành           |
| Cạnh               | 12                         |
| Đỉnh               | 8                          |
| Symmetry group     | Ci, [2+,2+], (×), order 2  |
| Thuộc tính         | lồi, zonohedron            |

Trong hình học, một hình khối lục diện là một hình khối trong không gian ba chiều do sáu hình bình hành ghép lại. Một cách tương tự, mối liên hệ giữa hình khối lục diện đối với hình bình hành cũng giống như mối liên hệ giữa khối lập phương với hình vuông hoặc mối liên hệ giữa một hình hộp chữ nhật với hình chữ nhật. Trong hình học Euclid, định nghĩa của nó bao hàm cả bốn khái niệm (gồm có, hình khối lục diện, hình bình hành, khối lập phương, và hình vuông). Trong ngữ cảnh hình học afin, trong đó các góc không phân biệt rõ ràng, định nghĩa của nó thừa nhận chỉ có hình bình hành và hình khối lục diện. Ba định nghĩa tương đương của hình khối lục diện là
- một đa diện có sáu mặt, mỗi mặt là một hình bình hành
- một đa diện sáu mặt có ba cặp mặt song song
- một hình lăng trụ có đáy là một hình bình hành.

Một hình hộp chữ nhật (sáu mặt chữ nhật), khối lập phương (sáu mặt hình vuông), và hình hộp thoi (sáu mặt hình thoi) đều là các trường hợp đặc biệt của hình khối lục diện.

## Sách tham khảo
- Coxeter, H. S. M. Regular Polytopes, 3rd ed. New York: Dover, p. 122, 1973. (He defines parallelotope as a generalization of a parallelogram and parallelepiped in n-dimensions.)